# Dabakala
Dabakala är en ort i Elfenbenskusten. Den ligger i distriktet Vallée du Bandama, i den centrala delen av landet, 190 km nordost om huvudstaden Yamoussoukro.